# Vodna energija
Vodna energija ali hidroenergija je energija tekočih voda, kar je posledica gibanja naravnega vodnega kroga.
Hidrologija ali vodoslóvje je fizična, geografska veda o vodah. Hidrologija je študij gibanja, distribucije in kakovosti vode po celotni Zemlji. Proučuje kopensko in podatalno vodo, ter kroženje in lasnosti vode v naravi. Hidrološka raziskava je koristna, saj omogoča, da bolje razumemo svet v katerem živimo.

## Izkoriščanje hidroenergije nekoč in danes
Voda je eden izmed najstarejših virov energije, ki se jih je človek naučil izkoriščati. Je najpomembnejši obnovljivi vir energije. Kar 21,6 % vse električne energije na svetu je proizvedeno z izkoriščanjem energije vode oz. hidroenergije.
Hidroenergijo so začeli izkoriščati naši predniki že pred dvema tisočletjema. Več stoletij je hidroenergija namesto človeka opravljala fizično delo. Uporabljala se je v glavnem za direkten pogon mlinov, žag, črpalk in drugih podobnih naprav. Kasneje so ljudje ugotovili, da lahko hidroenegijo pretvorijo v električno energijo. 
Ljudje so izkoriščanje hidroenergije v energetske namene skozi vso zgodovino le izpopolnjevali in večali njen obseg. Rezultat tega razvoja so velike hidrocentrale, ki imajo moči od nekaj 100 do nekaj 1000 MW. Danes se hidroenergija koristi predvsem za proizvodnjo električne energije. 
Izkoriščanje vodne energije je odvisno od mnogih geografskih in klimatskih pogojev. Nekatere države tako na ta način proizvedejo pretežni delež celotne električne energije. 

## Okoljski vplivi
Postavitev velikih hidroelektrarn pomeni seveda velik poseg v okolje, ki se kaže kot: vpliv na naravno okolje (sprememba klime, tal, reliefa, vodnega toka, struge, itd.), vpliv na urbano okolje (sprememba prostora, odstranitev ali prestavitev obstoječih objektov, itd.), vpliv na rastlinstvo in živalstvo. 
Pretvarjanje energije vode  v koristno energijo je okolju prijazen način proizvodnje električne energije. Elektrarne na rekah prav gotovo spreminjajo prvotno naravo z zajezitvami, nasipi, zapornicami, strojnico in postroji za odvod energije. 
Ta proces je možno povezati z nujnimi ukrepi za reguliranje toka za pridobitev obdelovalne zemlje in za zaščito pred poplavami ob visokih vodah. Kakršne koli prednosti in slabosti predstavljajo takšni posegi v naravo in kulturo prostora, predstavljajo vodne elektrarne s stališča ekologije pretvarjanje obnovljive energije in s tem varčevanje fosilnih virov. Razen tega omogoča urejeno in pazljivo ravnanje z okoljem pri obratovanju vodne elektrarne ohranitev, morebiti tudi izboljšanje trenutnega naravnega in kulturnega stanja. 

## Potencial padavin
Razpoložljive vodne moči je možno proučevati na osnovi potenciala, ki ga imajo na tla padlo deževjein sneg(padavine) glede na morski nivo, pa vse do praktičnega izkoriščanja v napravah, ko so vodne moči že zbrane v vodnih tokovih rek. 
Upoštevati pa moramo tudi vse izgube, tako, da se le manjši del lahko porabi v napravah za proizvodnjo. Del padavin izhlapi v vetrovnem vremenu, druge del vode izhlapi skozi rastlinje, del se kemično veže v organske spojine. Tako v reke priteče v skalnem gorovju okrog 0.9, v sredogorju 0.45 do 0.55, v ravnino pa le 0.3 del padavin. Odtočni koeficient je odvisen od konfiguracije tal, nadmorske višine, vegetacije itd., mogoče pa ga je na podlagi empiričnih obrazcev oceniti:  Kod=0.933-0.4/kp(m)
Ali pa od padavin odštejemo: 
v visokih gorah do 300 mm/leto, srednja pogorja do 450 mm/leto doline, ravnine do 600 mm/leto.
Najprej je potrebno določiti povodje, nato na tem povodju določimo količino padavin. Z enačbo izračunamo volumen padavin na leto: Vd=V⋅Kod=1000hp⋅A⋅Kod
Iz dejanskega volumna lahko izračunamo srednji pretok: Qsr=Vd/t
Pomen oznak: celokupna množina padavin na površino A, srednja množina padavin v letu hp, kod koeficient odtoka je odvisen od sestave tal 

## Hidroenergetski potencial
Hidroenergetski potencial je delo, ki ga lahko opravi vodna masa, če pade iz neke višine. 
Za 1m padca in 1m3 vode: 9810/1000⋅3600 =1/367 kWh  
Wb=V⋅H/367 =Qsr⋅3156⋅106⋅H/367 kWh, pri čemur je V - prostornina (m3) in H - padec(m)
Bruto moči so tiste, ki jih dobimo iz zmnožka višinske razlike H (padec v m) in sekundnega pretoka Q (m3/s): Pb=9.81⋅Q⋅Hb (kWh)
Ko pa odštejemo izgubljene višine (dovodni in odvodni kanali, oscilacija padcev itd.) dobimo neto moči za prijezovne elektrarne: Pn=8⋅Q⋅H (kWh)
in za derivacijske:  Pn=7.5⋅Q⋅H kWh
V naravnih pogojih je energija reke porazdeljena po vsej dolžini (izjeme so deli s slapovi). Zato, da pridobimo večjo moč, je potrebno padec reke koncentrirati na enem ali več mestih. To dosežemo s pomočjo pregrad, derivacij, ali pa s kombinacijo obeh. Višina jezu je odvisna od dolžine reke, ki jo hočemo izrabiti in od nagiba korita reke. Nivo spodnje vode določa spodnja zajezitev, če je ni pa je odvisen le od pretokov pri jezu. Spodnja vodna gladina se med letom spreminja, ob majhnih pretokih leži nizko, ob velikih vodah se dvigne, ker sicer voda ne bi mogla odtekati po strugi naprej. Zaradi nihanja spodnje vode se spreminja bruto in neto padec; ob velikih vodah je manjši. Ko ustvarjamo padec s pomočjo obtočnega kanala, dobimo poleg izgub do zajezitve, še izgube v dovodnem kanalu, katerega nagib je seveda znatno manjši od nagiba korita reke in še izgube v tlačnem cevovodu. Padec lahko delno ustvarimo s pomočjo zajezitve in delno s pomočjo obtoka. 
Hidrološki podatki so osnova za računanje možne proizvodnje in primerjavo hidroelektrarn med seboj. Pri tem moramo obravnavati isto hidrološko obdobje, sicer lahko tudi krajša sušna ali mokra obdobja, ki se pojavljajo le na območju ene reke, pokvarijo primerjavo.
Hidroenergetski potencial Slovenije je tako ocenjen na 9960 GWh (Drava - 2675, Mura - 696, Sava -3002, Ljubljanica - 372, Soča - 1800, Notranjska reka - 215 in manjše reke in potoki, ki so primerni za MHE - 1200 GWh)

## Hidroelektrarne
Pretvorba hidroenergije v električno energijo poteka v hidroelektrarnah . Z izjemo starih mlinov, ki jih poganja teža vode, izkoriščajo moderne hidroelektrarne kinetično energijo vode, ki jo le ta pridobi s padcem. Električno energijopridobivamo v hidro in termo elektrarnah, ki pa imajo zelo različne karakteristike. Tisti izvor, ki prevzame večji delež ima dominantnejšo vlogo in karakterizira proizvodnjo električne energije. V deželah, kjer pridobivajo večji del električne energije z izrabljanjem vodnih moči je odvisna kvaliteta proizvodnje od režima voda in zato moramo posvetiti proučevanju voda vso pozornost. Možna proizvodnja hidroelektrarne je odvisna od trenutnih vodnih razmer. Le pri elektrarnah z velikimi akumulacijskimi bazeni lahko zmanjšamo neugodne lastnosti elektrarn zaradi neenakomernih dotokov. Ker sedanja znanost še ne zna napovedati, kako mokro ali suho bo naslednje obdobje, si pomagamo z opazovanjem vodotokov v preteklosti in njihova nihanja na nek način prenesemo v bodočnost. Poiskati moramo tista hidrološka stanja, ki nam bodo dala dovolj zanesljive podatke za določitev vloge hidroelektrarne v našem elektroenergetskem sistemu. Potrebno je proučiti tudi vplive pri povezovanju elektroenergetskih sistemov z različnimi karakteristikami, pa tudi ureditve toka reke zaradi obrambe pred poplavami, možnosti namakanja, izboljšanje plovbe itd. Pri proučevanju voda se takoj srečamo z ekonomsko tehničnimi problemi. Zajezitev in ureditev reke ob izgradnji hidroelektrarn služi večnamenskemu izrabljanja voda, zato bi moral vsak, ki ima od tega korist prevzeti svoj delež investicij. Problematika je kompleksna. Določitev optimalne rešitve ob upoštevanju vseh interesov, pa je zelo težka. Vodne moči razdelimo na teoretično razpoložljive (bruto vodne moči), tehnično in ekonomsko izkoristljive vodne moči. Ko upoštevamo srednji izkoristljiv pretok in padec, zmanjšan za izgube, dobimo tehnično izkoristljive vodne moči. Pojem ekonomsko izkoristljivih vodnih moči je vezan na razvoj tehničnih možnosti izgradnje in na razvoj ekonomskih kriterijev rentabilnosti, ki pa se spreminjajo. Ekonomičnost je odvisna od stopnje razvoja, mogoče jo je primerjati z drugimi energetskimi izvori in upoštevati ostale vodnogospodarske prednosti.
Količina pridobljene energije je odvisna tako od količine vode kot od višinske razlike vodnega padca. Glede na to razlikujemo različne vrste hidroelektrarn: pretočne elektrarne, akumulacijske elektrarne, pretočno-akumulacijske elektrarne. 

### Pretočne hidroelektrarne
Pretočne hidroelektrarne izkoriščajo veliko količino vode, ki ima relativno majhen padec. Reko se zajezi, ne ustvarja pa se zaloge vode. Slabost teh hidroelektrarn je, da sta proizvedena energija in oddana moč odvisni od pretoka, ki pa skozi leto niha. Pretočna elektrarna lahko stoji samostojno ali pa v verigi več elektrarn.

### Akumulacijske hidroelektrarne
Akumulacijske hidroelektrarne izkoriščajo manjše količine vode, ki pa ima velik višinski padec. Pri teh elektrarnah akumuliramo vodo z nasipi ali pa s poplavitvijo dolin in sotesk. Vodo shranimo zato, da imamo določen pretok, tudi ko je vode manj. Te elektrarne so večnamenske, saj velikokrat služijo tudi oskrbi z vodo, namakanju, itd.

### Pretočno - akumulacijske hidroelektrarne
Pretočno - akumulacijske hidroelektrarne so kombinacija zgoraj omenjenih. Gradijo se v verigi v kateri ima le prva elektrarna akumulacijsko jezero. Te elektrarne zbirajo vodo navadno krajši čas, medtem ko zbirajo akumulacijske elektrarne vodo daljše obdobje. Kateri način izrabe hidropotenciala je pravi je odvisno od več dejavnikov, predvsem lastnosti vodotoka. 
Najpomembnejša sta dva: 
- pretočna količina in
- višinski padec vode.

### Male hidroelektrarne
Male hidroelektrarne so manjši objekti postavljeni na manjših vodotokih. Pri malih hidroelektrarnah gre za manjše posege v okolje. V svetu so različni kriteriji kdaj neko hidroelektrarno štejemo za malo. V Sloveniji štejemo za male hidroelektrarne tiste, ki imajo moč do 10 MW. Male hidroelektrarne so lahko: 
- povezane in oddajajo energijo v javno omrežje ali
- samostojne in napajajo omejeno število porabnikov.

### Črpalne hidroelektrarne
Obnovljivi viri energije (kot sta veter in sonce) so nestalen, da ne rečemo nezanesljiv, vir električne energije. Poudarek je pri tem na energiji. V elektroenergetskem omrežju prihaja običajno do nenačrtovanega izpada oskrbe zaradi pomanjkanja moči. Hranilniki energije so tiste naprave, ki nestalne vire postavijo ob bok klasičnim pretvornikom. Trenutno je najcenejši ˝hranilnik˝ kar omrežje, kar pa pomeni, da je število oz. velikost v omrežje vključenih obnovljivih virov omejena. Prav tako lahko pride do nenadnega izpada obremenitve – v tem primeru je v omrežju proizvodnja previsoka. Ob primernih velikostih hranilnikov je možno to energijo shraniti. 
Trenutno so edini zanesljivi, dovolj veliki in ekonomično upravičeni hranilniki električne energije črpalne elektrarne. Hidroelektrarne shranjujejo potencialno energijo v zajezitvah in uporabijo vodo za proizvodnjo električne energije, ko je to potrebno. V tipičnem elektroenergetskem sistemu lahko znaša konica porabe dvakrat toliko kot je srednja poraba. Zmožnost hidroelektrarn, da hitro reagirajo, je velika prednost. V tržnih razmerah se cena, ki jo dosegajo elektrarne v različnih obdobjih dneva, močno spreminja. Zato ni presenetljivo, da so visoko cenjene hidroelektrarne za vršno moč. Gibčnost hidroelektrarn, da sledijo hitrim spremembam v odjemu, omogoča termoelektrarnam, da obratujejo v točki najboljšega izkoristka in s tem minimizirajo škodljive emisije in porabo primarne (fosilne) energije. Če ni na razpolago dovolj klasičnih hidroelektrarn, je možno s črpalnimi elektrarnami zagotoviti kakovost in zanesljivost oskrbe. 
Hidroelektrarne omogočajo: 
- Optimalno obratovanje termoelektrarn
- Prekinjajoče obratovanje obnovljivih virov energije
- Zanesljivost sistema in zagotavljajo neodvisnost
- Vzdržujejo kakovost oskrbe (npr. regulacijo frekvence in napetosti)
- Izrabljajo razlike v cenah na energijskem trgu

Shranjevanje energije je pomembno za elektrarne, ki zagotavljajo električno energijo v pasu (termoelektrarne in jedrske elektrarne), da lahko delujejo z največjim možnim izkoristkom. Že mnoga desetletja so prečrpovalne vodne elektrarne največ uporabljali za shranjevanje velikih količin energije, kar se prav tako pričakuje v bližnji prihodnosti. Prečrpovalne vodne elektrarne so v začetku uporabljali samo za shranjevanje energije in za pokrivanje konic, sedaj pa so postale pomembno in vsestransko orodje za vodenje.
Nudijo nam: 
- nadzor nad močjo in frekvenco v omrežju;
- skoraj trenutno rezervo za več ur v primeru nepričakovanega izpada električne energije;
- hiter sprejem odvečne moči v primeru nenadnega izpada velikega bremena;
- preizkušeno zanesljivost, visoko razpoložljivost in dolgo življenjsko dobo (kot vse ostale vodne elektrarne);
- visoke prihranke, ki so posledica boljšega izkoriščanja elektrarn, ki zagotavljajo energijo v pasu.

Prečrpovalne elektrarne so odvisne od odvečne električne energije iz elektrarn za bazično moč (termoelektrarna in jedrske elektrarne), da lahko črpajo vodo v svoje zgornje zbiralnike. Te elektrarne so omrežni porabniki električne energije in zato moramo podatke, ki se nanašajo nanje, obravnavati posebej in ne skupaj s podatki običajnih vodnih elektrarn. Razmišljanja o ekoloških prednostih kakor tudi tehnične in ekonomske prednosti, lahko pripeljejo do vključevanja prečrpovalnih elektrarn v omrežja, v katerih delujejo elektrarne malo nad bazično obremenitvijo. Zahteve po električni energiji in njena proizvodnja se uravnavajo izključno s polnjenjem in praznjenjem različnih sistemov shranjevanja energije, še posebej prečrpovalnih elektrarn. S tem postaja v bližnji prihodnosti izvedljiva gradnja večjih elektrarn na sončno energijo, kar bi vodilo k novi funkciji prečrpovalnih elektrarn, saj bo moč sončnih elektrarn občutno nihala.

## Slovenske hidroelektrarne

### HE na Dravi
| HE                 | Pričetek obratovanja | Inštalirana moč (MW) | Letna proizvodnja (GWh) | Delež proizvodnje na Dravi (%) |
| ------------------ | -------------------- | -------------------- | ----------------------- | ------------------------------ |
| HE Dravograd       | 1944                 | 26                   | 142                     | 5,4                            |
| HE Vuzenica        | 1957                 | 56                   | 247                     | 9,3                            |
| HE Vuhred          | 1958                 | 72                   | 297                     | 11,2                           |
| HE Ožbalt          | 1960                 | 73                   | 305                     | 11,5                           |
| HE Fala            | 1918                 | 58                   | 260                     | 9,8                            |
| HE Mariborski otok | 1960                 | 60                   | 270                     | 10,2                           |
| HE Zlatoličje      | 1969                 | 114                  | 577                     | 21,8                           |
| HE Formin          | 1978                 | 116                  | 548                     | 20,7                           |
| SKUPAJ             | /                    | 575                  | 2646                    | 100                            |

### HE na Savi
| HE         | Pričetek obratovanja | Inštalirana moč (MW) | Letna proizvodnja (GWh) | Delež proizvodnje na Savi (%) |
| ---------- | -------------------- | -------------------- | ----------------------- | ----------------------------- |
| HE Moste   | 1952                 | 13                   | 60                      | 10,0                          |
| HE Mavčiče | 1986                 | 38                   | 92                      | 15,3                          |
| HE Medvode | 1953                 | 25                   | 72                      | 12,0                          |
| HE Vrhovo  | 1993                 | 34                   | 116                     | 19,4                          |
| HE Boštanj | 2011                 | 36                   | 115                     | 19,2                          |
| HE Blanca  | 2010                 | 42                   | 144                     | 24,0                          |
| SKUPAJ     | /                    | 188                  | 599                     | 100                           |